# Schweizer Rechnungslegungsrecht
Das Schweizer Rechnungslegungsrecht, die Mindestanforderungen zur Erstellung einer auch für ausserhalb der Unternehmensführung stehende Personen transparenten Rechnungslegung, orientiert sich heute zunehmend nicht mehr an den gesetzlichen Mindestbestimmungen des Obligationenrechts (OR), sondern vermehrt auch am Standard Swiss GAAP FER oder bei grossen börsenkotierten Unternehmen am internationalen IFRS-Standard.
Bei der Aktiengesellschaft, der wichtigsten Rechtsform mit höheren Transparenz-Anforderungen, gelten bilanzrechtlich die Bestimmungen der Artikel 662 bis 677 OR. Sie verlangen beispielsweise eine Jahresrechnung nach den Grundsätzen der Vollständigkeit, der Klarheit und der Vorsicht (Art. 662a). Die Erfolgsrechnung muss z. B. betriebliche und betriebsfremde Aufwendungen und Erträge gesondert aufweisen (Art. 663), die Bilanz Anlage- und Umlaufvermögen sowie Fremd- und Eigenkapital (Art. 663a).
Ein wichtiger Aspekt ist die Zulässigkeit einer Bildung von gewinnmindernden stillen Reserven durch überhöhte Abschreibungen, die beim Aktienrecht grosszügiger gehandhabt werden als im Steuerrecht. Sie sind zulässig, soweit sie auf ein dauerhaftes Gedeihen des Unternehmens und auf die Ausrichtung einer möglichst gleichmässigen Dividende ausgerichtet sind (Art. 669).
Art. 725 Obligationenrecht legt fest, dass eine Unterbilanz vorliegt, wenn die Hälfte des Aktienkapitals infolge fortlaufenden Bilanzverlusts nicht mehr gedeckt ist.